# 16760 Masanori
16760 Masanori là một tiểu hành tinh vành đai chính với chu kỳ quỹ đạo là 1531.8954679 ngày (4.19 năm).
Nó được phát hiện ngày 11 tháng 10 năm 1996.